# چارلز دیاز دی اولیویرا

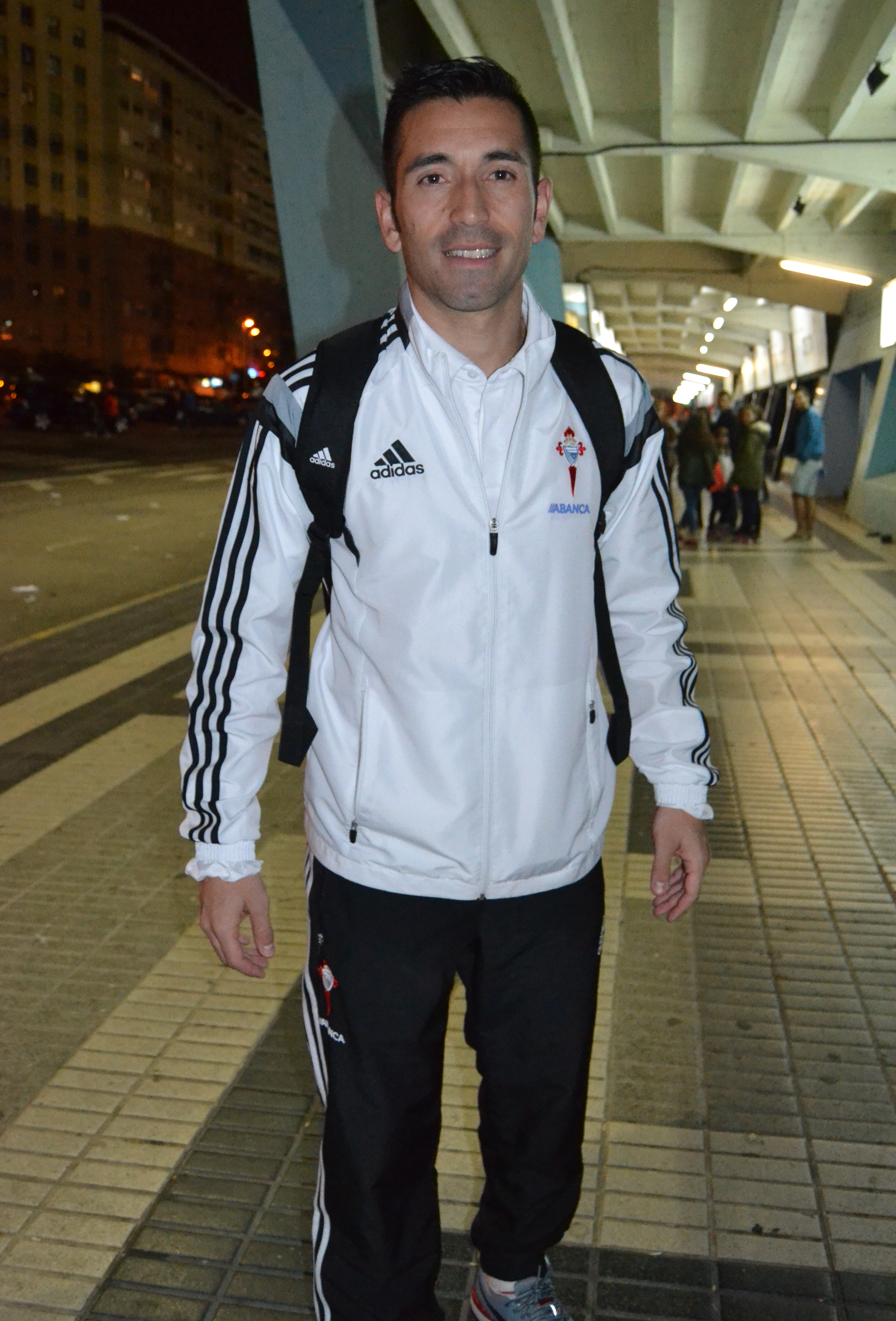

چارلز دیاز دی اولیویرا (به پرتغالی: Charles Dias de Oliveira) مهاجم اهل برزیل است که در شهر بلم و در تاریخ ۴ آوریل ۱۹۸۴ به دنیا آمده‌است.
چارلز دیاز دی اولیویرا در تیم‌های فوتبال Feirense سابقهٔ حضور دارد.